# Normální statek
Normální statek označuje v teorii spotřebitele takový statek, kterého je se zvýšením důchodu spotřebitele poptáváno větší množství. Toto označení nevypovídá o kvalitě statku, ale o preferencích spotřebitele.
Podle reakce spotřebitele na změnu důchodu se dělí normální statky na statky nezbytné a luxusní.